# Улица Всеволода Вишневского (Кронштадт)
Улица Всеволода Вишневского — улица в Кронштадте. Соединяет улицу Зосимова и проспект Ленина к югу от Большевистской улицы.
Протяжённость магистрали — 370 м.

## История
Улица известна с XVIII века как Высокая, под этим же именем значится в справочной книге 1916 года, а также в путеводителе по Петербургу Петра Столпянского 1923 года. 30 октября 1957 года получила своё нынешнее название в честь русского и советского писателя, драматурга Всеволода Витальевича Вишневского.
Ряд территорий в районе улицы Всеволода Вишневского являются охраняемыми средовыми районами. Согласно Закону Санкт-Петербурга «О границах зон охраны объектов культурного наследия на территории Санкт-Петербурга и режимах использования земель в границах указанных зон и о внесении изменений в Закон Санкт-Петербурга „О Генеральном плане Санкт-Петербурга и границах зон охраны объектов культурного наследия на территории Санкт-Петербурга“» (принят Законодательным Собранием Санкт-Петербурга 24 декабря 2008 года) улица Всеволода Вишневского относится к элементам исторической планировочной структуры с охраняемой трассировкой, аллейными посадками и озеленением. Утраченные со временем архитектурные и планировочные элементы улицы рекомендуются к восстановлению.

## География
Улица Всеволода Вишневского пролегает в направлении с востока на запад (по нумерации домов) от проспекта Ленина до улицы Зосимова между улицами Александра Попова и Большевистской (соединена с последними дворовыми проездами). Протяжённость магистрали — около 370 м.
Восточная оконечность улицы выходит к кронштадтскому Гостиному двору.

## Здания, сооружения, организации
- д.6 лит. А — ГДОУ Оздоровительный детский сад № 14 Кронштадтского района[8].
- Жилые дома.
- Коммерческие помещения и организации.

## Пересечения
С востока на запад (по нумерации домов):
- проспект Ленина;
- Посадская улица;
- улица Зосимова.